# Grigiškės
Grigiškės est une ville de Lituanie, de l'apskritis de Vilnius. Elle est située à 17 km de Vilnius, la capitale. Sa population est de 11 448 habitants en 2001.